# Aarão de Lacerda
Aarão Soeiro Moreira de Lacerda (Porto, 23 de Fevereiro de 1890 — Curia, 7 de Setembro de 1947) foi escritor e professor na primeira Faculdade de Letras / UP e na Escola de Belas Artes do Porto (EBAP) e ainda, no fim da vida, da Faculdade de Letras / UC.
Filho do Doutor Aarão Ferreira de Lacerda (1863-1921), lente que foi, sucessivamente, da Academia Poltécnica do Porto (1887-1911) e da Faculdade de Ciências / UP (1911-1921),

## Vida e Obra
Aarão de Lacerda acumulou ao longo de sua vida vários títulos e funções. 
Fez estudos em Direito, na Faculdade de Direito da Universade de Coimbra, na qual obteve o grau de bacharel, com distinção, em 1912. Regressado ao Porto, trabalhou na Secretaria-Geral da Universidade do Porto e abriu o seu próprio escritório de advocacia, mas rapidamente abandonaria a advocacia para se dedicar a estudos culturais e artísticos.
Começou, na sua nova carreira, por ser discípulo de Joaquim de Vasconcelos. Com apenas 25 anos, em 1915 organizou a sua primeira exposição de Modernistas e Humoristas, no Porto, juntamente com Diogo de Macedo, João de Lebre e Lima e Nuno Simões. Tal exposição foi acompanhada de um programa paralelo de conferências e serões musicais. Nesse mesmo ano publicou a sua obra Da Ironia, do Riso e da Caricatura.
Em 1916, regressou à Universidade de Coimbra, onde se especializou em Estética e História da Arte, sob orientação do Prof. Teixeira de Carvalho, e acabaria por aceitar um convite da Escola de Belas Artes do Porto para nela lecionar a cadeira de História da Arte, convite esse que havia sido sugerido por Joaquim de Vasconcelos. Por esse motivo, só completaria mais tarde as provas formais da sua licenciatura em Coimbra, em Ciências Históricas e Geográficas.
No ano de 1924, lança O Fenómeno Religioso e a Simbólica que é um actual e valioso estudo sobre antropologia, arqueologia e história da arte portuguesas, expandindo-se para lá do tema da obra.
Militou no Partido Republicano Evolucionista, sendo eleito, em maio de 1919, vereador da Câmara Municipal do Porto, nas listas desse Partido.
Em 1928, publicou um estudo sobre o Panteão dos Lemos, na Trofa do Vouga, incluindo uma história da vida de Duarte de Lemos, 3.º senhor da Trofa, cuja estátua orante, da primeira metade do século XVI, se encontra nesse Panteão.
Em 1929, publicou um estudo fundamental intitulado "História da Arte Portuguesa", inserido na obra História de Portugal, dirigida por Damião Peres.
Em 1939, Aarão de Lacerda foi nomeado director da Escola de Belas Artes do Porto, por portaria de 23 de Outubro. Mais tarde, a 16 de Novembro assume pela primeira vez a presidência do conselho escolar.
Em 1942, publicou o 1º volume da sua mais famosa contribuição literária, História da Arte em Portugal. Era nessa altura professor de História Geral da Arte (8ª cadeira) na EBAP. Esta obra apresenta uma concepção global da Arte portuguesa até finais da Idade Média, e seria continuada, em volumes posteriores, por Mário Chicó e Reinaldo dos Santos.
Em 1945, regressou à Universidade de Coimbra, como professor da cadeira de Estética e História da Arte, onde sucedeu a Virgílio Correia. Meses antes do seu falecimento (ocorrido durante uma estadia nas Termas da Curia, em 7 de setembro de 1947), fora convidado a integrar a primeira Direção do Centro de Estudos Humanísticos da Universidade do Porto, Instituto de investigação científica que precedeu e preparou a reabertura da Faculdade de Letras da Uniiversidade do Porto.
Dirigiu a revista  Prisma  (1936-1941) e colaborou no semanário Azulejos  (1907-1909) e na revista  Terra portuguesa  (1916-1927).
Foi Comendador da Ordem de Sant'Iago da Espada (10 de setembro de 1941).

## Obras
- Da ironia do riso e da caricatura : ensaio estético (1915);
- Crónicas de arte (1915);
- Estética da arte popular (1917);
- Arte portuguesa : o Museu de Grão Vasco (1917);
- Para a filosofia da guerra (1919);
- Para uma finalidade da educação no actual instante (1922);
- Lucernas : crónicas (1923);
- A Capela de Nossa Senhora da Conceição em Braga (1923);
- O Fenómeno Religioso e a Simbólica (1924);
- O Panteom dos Lemos na Trofa do Vouga (1928);
- Beethoven : o primeiro romântico (1929);
- A arte em Portugal no século XIX (1946);
- História da arte em Portugal (1947)